# Le colonialisme au Québec
Le colonialisme au Québec est un essai politique du militant de l'indépendance du Québec André d'Allemagne publié à Montréal en 1966.

## Contexte
Le discours anticolonialiste de l'après-Deuxième Guerre mondiale (Aimé Césaire, Jacques Berque, Albert Memmi, Frantz Fanon) a un grand écho au Québec. Déjà en 1955, l'historien Michel Brunet constate que la situation des Canadiens français « ressemble à celle d'un peuple colonisé par une puissance étrangère. » En 1962, le militant de l'indépendance Raymond Barbeau publie l'essai Le Québec est-il une colonie ?. Le thème du colonialisme est abondamment utilisé dans l'ensemble du mouvement indépendantiste québécois de cette époque. 
Dans Le colonialisme au Québec, publié en 1966, André d'Allemagne, membre fondateur et ancien président du Rassemblement pour l'indépendance nationale, fait l'analyse globale du colonialisme tel qu'il le perçoit au Québec. Il en précise la forme, les particularités, et décrit les effets qu'il produit sur le colonisé, le colonisateur et dans tous les domaines de la société québécoise. Sa réflexion sur le sujet était déjà fort avancée dès 1965, comme en témoigne un de ses articles paru dans la revue Monde nouveau au cours de l'été cette année-là.

## Résumé
Dans une courte introduction de quatre pages, l'auteur définit et retrace l'origine du colonialisme, forme contemporaine de l'impérialisme. Vieux comme le monde, l'impérialisme est « la domination d'une société sur une autre ». Habituellement à la suite d'une conquête par les armes, un peuple vainqueur installe, sur le territoire d'un peuple conquis, des superstructures impériales en vue de l'exploitation des ressources dont il a fait l'acquisition. Sorte de « féodalisme international qu'acceptaient les mœurs du temps », avance l'auteur, l'impérialisme se transforme en colonialisme au XIXe siècle, face à une opinion internationale qui tend à condamner l'autorité d'un gouvernement qui repose uniquement sur la force. La domination impérialiste doit non seulement tenter de se justifier sur le plan moral, mais doit aussi changer de forme. L'occupation d'un territoire par la force cède au conditionnement psychologique de sa population.

### Historique du colonialisme
Dans le premier chapitre, l'auteur passe en revue l'évolution historique du colonialisme au Québec. Le peuple canadien-français n'a jamais connu autre chose que le système colonial dans son histoire et sa psychologie collective est profondément marquée par ce fait. Habitué au régime colonial de la France, il accepte facilement le régime colonial de la Grande-Bretagne qui lui succède après la conquête militaire de 1760. Le clergé catholique, qui prêchait déjà soumission et loyauté à l'autorité divine d'un roi transatlantique, facilite sa soumission à l'autorité nouvelle voulue de Dieu. La Conquête marque donc le commencement de la phase impérialiste de la domination étrangère du Québec. Pour d'Allemagne, cet impérialisme se transforme en colonialisme avec la Confédération de 1867, qui crée pour le peuple conquis une réserve, la province de Québec, et un gouvernement fantoche aux pouvoirs limités. Transférés à Ottawa, siège de l'État fédéral, les pouvoirs exercés autrefois à Londres servent à l'édification des superstructures d'une nouvelle union politique coast-to-coast, sur lesquelles s'appuieront des institutions financières, industrielles, commerciales et sociales qui, en se superposant aux structures nationales des Canadiens français, les éclipseront nécessairement.
d'Allemagne dénote quelques aspects particuliers du colonialisme que l'histoire implante au Québec :
- un colonisateur lui-même partiellement colonisé (par les Américains);
- l'égalité des cultures en cause (civilisations française et anglaise);
- l'absence de conflit racial (deux populations d'origine européenne);
- l'apparente absence du colonisateur dans les conflits de la lutte de décolonisation.

Ces particularités en font, selon l'auteur, un « colonialisme de gentleman ».

### Le colonialisme politique
Dans le second chapitre, l'auteur décrit les manifestations du colonialisme qu'il perçoit dans le domaine politique de la société québécoise. C'est dans ce domaine, croit-il, qu'il se manifeste « avec le plus d'évidence et même d'arrogance » par ses symboles de domination étrangère visibles dans toutes les branches des institutions de l'État. Le chef de l'État provincial québécois est un lieutenant-gouverneur représentant le monarque d'Angleterre, auquel les députés et ministres prêtent allégeance et qui marque « le cérémonial de la vie politique, militaire et gouvernementale » d'un royalisme « à teinte féodale ». La même chose existe au niveau de l'État fédéral canadien. Derrière cette façade officiellement britannique, se trouve le pouvoir canadien-anglais d'Ottawa qui, par le British North America Act, principal document de la constitution du Canada fédéral, prive le Québec de la souveraineté dans les domaines économique et socio-culturel et du contrôle sur la plus grande part des revenus fiscaux. Le colonialisme se manifeste également dans le fonctionnement du système politique, affirme l'auteur. Les deux partis politiques favorisés par le bipartisme sont des succursales des partis pancanadiens qui dépendent des milieux de la finance, du commerce et de l'industrie pour défrayer leur participation aux élections. En retour de leurs contributions aux caisses électorales, les argentiers du régime obtiennent des concessions territoriales, des monopoles, des contrats, de la main d'œuvre bon marché et la répression des syndicats, etc. de la part du parti qui accède au pouvoir. Ces pratiques corruptrices s'étendent jusqu'aux rapports entre l'électeur et le député, le premier prenant habitude de vendre son vote au second pour des promesses de routes, ponts et emplois locaux. De cette situation découle un avantage pour le colonisateur : le libre cours de la domination économique, conséquence de « la dénaturalisation et la dépréciation du pouvoir politique ».

### Le colonialisme économique
Le troisième chapitre porte sur les conséquences du colonialisme dans le domaine économique de la société québécoise. Pour d'Allemagne, l'économie québécoise, qui n'est pas concurrentielle mais complémentaire et tributaire des économies canadienne et américaine, présente toutes les caractéristiques d'une économie coloniale. Le capital étranger, qui domine depuis la Conquête, a servi à l'implantation d'industries principalement dans le secteur primaire, pour le bénéfice d'intérêts étrangers, au détriment de ceux de la population québécoise. L'activité d'institutions financières pancanadiennes, l'impuissance du gouvernement du Québec dans l'organisation de l'économie faute de moyens politiques, ont pour résultat d'entraver l'essor normal de l'économie nationale, qui est insuffisamment diversifiée et reste largement sous-développée. Le colonialisme économique réduit le colonisé à l'impuissance et entretient chez lui une mentalité passive et un manque d'initiative. L'auteur croit que le peuple québécois ne pourra reprendre le contrôle de son économie qu'au moyen de la planification effectuée non pas sous l'égide d'un État provincial, mais bien d'un État national complet. Le chapitre se termine d'ailleurs sur une citation de Charles Bettelheim : « La première condition du progrès économique et social est l'indépendance politique ».

### Le colonialisme social
Le quatrième chapitre traite des manifestations du colonialisme au niveau social. À la suite de la conquête, les élites sociales issues du clergé catholiques et des professions libérales acquièrent une prédominance dans la société canadienne-française à titre d'intermédiaires entre le peuple et le colonisateur. La puissance étrangère, croit d'Allemagne, a empêché la formation d'élites canadiennes-françaises dans les domaines de la finance, de l'industrie, de la technique, de l'armée, la marine, la diplomatie, la fonction publique, etc. Le colonialisme a pour effet social d'entretenir un chômage structurel supérieur à la moyenne canadienne chez une population majoritairement prolétaire, locataire, mal instruite et mal rémunérée. La richesse québécoise est fortement concentrée entre les mains d'une minorité canadienne-anglaise instruite, qui occupe les emplois du secteur tertiaire supérieur et vit de façon isolée dans ses propres municipalités ou ses propres quartiers huppés en milieu urbain.

### Le colonialisme culturel
Le cinquième chapitre explore les effets du colonialisme sur la culture de la société québécoise. d'Allemagne définit d'abord les mots culture et nation. La culture est « une façon de voir l'homme et le monde, et les rapports entre l'homme et le monde. » Elle est également « un moule qui façonne les individus et modèle les sociétés » et « un système de conceptions et de valeurs, une façon de définir, de classer et d'évaluer les réalités ». La nation est « une collectivité historique et culturelle » et la culture nationale est « le produit de l'histoire d'un peuple ».
La langue, qui dans les mots de l'auteur « est sans doute le principal véhicule et le plus fidèle reflet d'une culture », permet de constater l'effet du colonialisme culturel. Deux langues sont en concurrence au Québec : le français, langue nationale parlée par la majorité du peuple et l'anglais, langue de la minorité coloniale et du colonisateur. Sous l'influence de l'anglais, langue qui conduit « à la puissance, au prestige et au succès », le français québécois a été relégué au second rang et s'est détérioré de plusieurs façons :
- pauvreté du vocabulaire (le francophone évolue dans un milieu où les choses sont généralement d'origine étrangère);
- emprunts de nombreux anglicismes;
- contamination syntaxique et sémantique (parler anglais avec des mots français);
- contamination phonétique (prononcer les mots à l'anglaise en parlant français).

L'auteur attribue l'influence négative de l'anglais sur le français au bilinguisme officiel et juridique du Québec qui confère des privilèges à la minorité anglophone, qui jouit déjà de la puissance économique et sociale. Faire du Québec une province aussi unilingue que le sont les neuf provinces anglaises du Canada serait utile, croit l'auteur, mais insuffisant pour rétablir l'équilibre linguistique entre le colonisé et le colonisateur. Le colonialisme culturel, dont le colonialisme linguistique n'est qu'un aspect, est une conséquence du colonialisme politique et économique. Les valeurs de la culture canadienne-anglaise ont été imposées au Québec via la langue du colonisateur, mais aussi « par ses techniques d'organisation du travail, par ses produits, par sa publicité, qui reflètent les goûts, les barèmes et les complexes de la société dominante ».
Pour d'Allemagne, les moyens d'information et les institutions culturelles que la minorité canadienne-anglaise s'est donnés pour elle-même lui évite non seulement de s'intégrer à la société québécoise, mais exercent une influence culturelle démesurée sur la population colonisée. En plus des institutions propres à la minorité coloniale, la radio-télévision française de l'État fédéral sert à la promotion de l'unité nationale pancanadienne sur le territoire du Québec et contribue à la « neutralisation culturelle du colonisé » par un vaste système de subventions visant à orienter l'activité culturelle des Québécois et sélectionner les intellectuels qui seront favorisés par le régime canadien. En matière culturelle, le succès est ratifié et le prestige dispensé par l'État national canadien-anglais via son réseau d'institutions.

### Le colonisé
Dans le sixième chapitre, l'auteur analyse le conditionnement psychologique subi par le colonisé et quelques-uns des comportements adoptés par celui-ci. 
Le Québécois colonisé reçoit une formation anationale et asociale de sa famille, de son école, de son collège et de son université. Des jouets de l'enfance auxquels il apprend à donner des noms anglais jusqu'aux cours universitaires où l'on enseigne avec des manuels américains, en passant par les cours d'histoire du Canada, le rappel constant de ses parents et professeurs qu'il doit être bilingue pour « réussir », tout tend à le dénationaliser et à le conditionner vers une intégration à la société et à la culture du colonisateur. Pour d'Allemagne, il n'y a que quelques domaines professionnels où le colonisé pourra espérer rester lui-même : « l'enseignement, la fonction publique québécoise, la petite entreprise, les carrières libérales, le clergé, le journalisme ». Dans les autres domaines, à compétence égale, il sera toujours perdant. Il doit être plus compétent que les autres, maîtriser parfaitement une langue seconde et accepter de jouer un rôle d'intermédiaire dans un milieu où il devra modeler son mode de vie et sa psychologie sur l'exemple de ses patrons. Détaché de ses compatriotes sans jamais arriver à s'assimiler complètement, le Québécois colonisé se trouve alors « en exil parmi les siens ».
Le comportement du Québécois colonisé varie entre deux extrêmes : d'un côté l'assimilation volontaire (la haine de soi) et de l'autre, les formes multiples d'un nationalisme « confus mais exacerbé ». L'auteur passe en revue plusieurs de ces comportements, ceux qui procèdent selon lui d'une « acceptation fatidique » de la suprématie du colonisateur et les autres qu'il voit plutôt comme une sorte de « résistance mythique » à ce dernier.
Dans le contexte du mouvement international de décolonisation de l'après-guerre, il arrive de plus en plus que le colonisé prenne conscience de sa situation, malgré le conditionnement psychologique qu'il a subi dans son milieu. Cette prise de conscience, croit l'auteur, est favorisée par l'instruction plus généralisée qui entraîne la fréquentation de la presse et du livre.

### Colonisateurs et colonialistes
Le septième chapitre porte sur le comportement historique du colonisateur et de ses agents, les colonialistes. 
Comme tous les vainqueurs, le conquérant britannique du Québec adopte vis-à-vis du peuple vaincu une attitude oscillant entre la « répression barbare » et le « paternalisme libéral ». Après l'Acte d'Union de 1840, il fait peu d'efforts pour assimiler le peuple colonisé car il croit à la prédiction du haut-commissaire Durham, c'est-à-dire que sa mise en minorité lui fera abandonner « sa vaine espérance de nationalité ». La Confédération de 1867, qui inaugure selon l'auteur « l'ère du colonialisme pancanadien », est la grande victoire du colonisateur. Depuis ce changement constitutionnel, le colonisateur, qui déménage de Londres à Ottawa, refuse de reconnaître au colonisé une personnalité collective et historique de type national, préférant le traiter comme une minorité ethno-linguistique parmi d'autres. De son côté le colonisé se trouve profondément aliéné et passe son temps à se demander s'il est Canadien, Canadien français ou Québécois. L'image du colonisé dans l'esprit du colonisateur est d'abord celle d'un Français (French) qu'il ne distingue souvent pas du Français de France. Il est « un paysan naïf et primaire, soumis et résigné par l'effet de son catholicisme » et son caractère est « léger, superficiel et individualiste ». Il est un bon vivant qui peut être doué pour le spectacle et l'artisanat mais inapte aux affaires et à la technique. Pour justifier moralement sa domination, il se présente comme indispensable au colonisé, ce « grand enfant » incapable de se gouverner pour son propre bien. Mais le colonisateur canadien se trouve dans une situation de faiblesse particulière du fait qu'il est lui-même dominé économiquement et culturellement par une autre nation : les États-Unis d'Amérique.
Soit par intérêt, soit par conditionnement psychologique, ce sont des colonialistes, croit d'Allemagne, qui maintiennent véritablement le régime canadien-anglais au Québec. Pour lutter contre le mouvement de décolonisation du Québec, ces Canadiens français ont recours à diverses formes de terrorisme intellectuel.

### La lutte pour la décolonisation
Le huitième chapitre situe la nature de la lutte pour la décolonisation du Québec et fait la revue et le bilan des actions du mouvement indépendantiste de 1960 à 1966. 
L'aspiration à l'indépendance politique est, selon d'Allemagne, une constante de l'histoire de la nation canadienne-française, mais ce n'est qu'à partir de la fondation du Rassemblement pour l'indépendance nationale en septembre 1960 que cette aspiration est incarnée dans un mouvement structuré et organisé. Depuis cette époque, la lutte de la libération du peuple québécois ne se fait plus entre « Anglais » et « Français » au sein d'un Canada fédéral, mais à l'intérieur du Québec entre l'autonomisme provincial des colonialistes et l'indépendantisme national des anticolonialistes. L'auteur voit dans cette lutte l'affrontement entre un nationalisme folklorique, négatif et revendicateur et un nationalisme historique, positif, qui débouche sur l'universel.
Les indépendantistes, en rejetant l'ordre constitutionnel canadien qu'ils jugent illégitime, ont enclenché une nouvelle dynamique politique et donné une force nouvelle à un nationalisme devenu révolutionnaire. d'Allemagne croit que la lutte pour la décolonisation du Québec est là pour rester. Dans ses mots : « Elle ne peut s'achever que par l'effondrement du régime ou la disparition des forces de décolonisation. Il est encore trop tôt pour que la première solution soit immédiate, trop tard pour que la seconde soit plausible. »

### Perspectives
Dans le neuvième et dernier chapitre, l'auteur explore quelques perspectives d'avenir pour le Québec. Il croit que le Québec a besoin d'une « authentique révolution » car ses institutions politiques, économiques et sociales sont « soit folkloriques, soit étrangères » et conséquemment « inaptes à servir les intérêts de la nation ». La révolution québécoise qu'il appelle doit reposer sur deux libérations, soit « la libération politique qui par l'indépendance fera que les décisions ne dépendront plus de l'étranger, et la libération économique et sociale qui mettra les ressources du pays à la disposition de la population du pays. » Le succès de la décolonisation dépendra de trois facteurs principaux : 1) l'expansion du mouvement indépendantiste, 2) la politisation de la population et 3) la succession des générations.

## Réception
Le colonialisme au Québec obtient un succès d'estime au Québec et ne passe pas inaperçu dans la littérature intellectuelle francophone. Avec Portrait du colonisé québécois, numéro triple de la revue Parti pris paru à l'été 1964, l'essai d'André d'Allemagne devient une référence incontournable à tous ceux qui observent ou étudient le mouvement indépendantiste du Québec en vue de le comprendre.
Dans un communiqué officiel diffusé le 1er février 2001, jour du décès d'André d'Allemagne, le premier ministre Lucien Bouchard rend hommage à celui dont l'essai sur le colonialisme « était le livre de chevet de bien des souverainistes » à la fin des années 1960.

## Éditions
L'essai est publié chez Éditions R-B en 1966. En 2000, il est réédité chez Comeau & Nadeau en collaboration avec Agone pour le 40e anniversaire de fondation du Rassemblement pour l'indépendance nationale.